# Teófilo Gutiérrez
Teófilo Antonio Gutiérrez Rocancio (* 17. Mai 1985 in Barranquilla) ist ein kolumbianischer Fußballspieler, der bis Mitte 2021 bei Atlético Junior unter Vertrag stand.

## Karriere

### Junior
Gutiérrez begann seine Karriere 2006 beim kolumbianischen Zweitliga-Club Barranquilla FC, der als Talentschmiede und Jugendabteilung für den Traditionsverein Junior aus Barranquilla gilt. Von 2007 bis 2009 spielte er bei Atlético Junior.

### Trabzonspor
Ab 2010 lief er für den türkischen Verein Trabzonspor auf. Für Teófilo zahlte Trabzonspor 2,1 Millionen Euro Ablöse. Seine ersten Pflichtspieltore für Trabzonspor erzielte Teófilo Gutiérrez am 7. August 2010 im türkischen Supercup 2010. Er verhalf mit seinem Hattrick (55., 62. und 72. Minute) zum Supercup-Sieg gegen den damaligen amtierenden türkischen Meister Bursaspor.

### Racing Club
Im Jahr 2011 unterschrieb er bei dem argentinischen Racing Club de Avellaneda einen Dreijahresvertrag.

### Club Atlético Lanús
Im zweiten Quartal 2012, zum Ende der Teilnahme an der Copa Libertadores, dem kontinentalen Club-Wettbewerb, wechselte er auf Leihbasis mit Kaufoption zum argentinischen Verein Lanús. Mit Lanús spielte er nur das Achtelfinale und erzielte ein Tor.

### Atlético Junior
Für die zweite Hälfte des Jahres 2012 wurde er an Atlético Junior verliehen. In seiner zweiten Saison mit dem Verein spielte er 18 Spiele und erzielte fünf Tore und feierte seine Rückkehr in die Nationalmannschaft Kolumbiens. Am 20. August 2012 erzielte er das 100. Tor seiner Karriere.

### Cruz Azul
Im Dezember 2012 unterzeichnete er für drei Jahre bei Cruz Azul aus Mexiko. Am 10. April 2013 gewann er mit dem Team das Cup-Finale der Copa MX Clausura 2013 durch Elfmeterschießen. In den sechs Monaten bei Cruz Azul erzielte er neun Tore in 28 Spielen.
Am 31. Mai 2013 wurde das Interesse von River Plate bestätigt. Teófilo Gutiérrez ignorierte die Richtlinien und verließ Cruz Azul, um für River Plate zu spielen. 

### River Plate
Der Fußballclub River Plate aus Argentinien bestätigte im Juli 2013 die Verpflichtung von Gutiérrez für eine Summe von USD 3,2 Mio. für 50 % des Spielerpass und ein Freundschaftsspiel. Dies geschah aufgrund der Vorgehensweise und der Ethik des Spielers zum Verein und Präsidiums von Cruz Azul. Zum Ende des Turniers im Mai 2014 erzielte Rocancio ein Tor beim Spiel seines Teams gegen Quilmes AC. Die beiden Mannschaften trennten sich 5:0. Ein Ergebnis, das den 35. nationalen Titel des Vereins und den ersten Titel für Rocancio im argentinischen Fußball bedeutete. Anschließend gewann River Plate gegen San Lorenzo de Almagro den Meisterschaftscup „Copa Campeonato“ und obwohl Teófilo nicht zum Einsatz kam, gewann er seinen nächsten Titel.
Am 10. Dezember 2014 gewann er seine erste Copa Sudamericana, seinen dritten Titel mit dem argentinischen Club. Er schoss 2014 mit dem Team von Buenos Aires 17 Tore in 36 Spielen. Dafür erhielt er die Auszeichnung bester Stürmer und bester Spieler des argentinischen Fußballs. Er wurde auch als bester Spieler Amerikas im Jahr 2014, als zweiter Kolumbianer nach Carlos Valderrama 1987 und 1993, ausgezeichnet und zusätzlich auch als ein Teil des Ideal-Team Amerikas benannt.

### Sporting Lissabon
Rocancio ist für eine Summe von € 3.400.000 für 100 % des Passes, vor der Saison 2015/16, zu Sporting Lissabon gekommen. Er hat am 9. August 2015 beim ersten offiziellen Spiel der Saison, die Supercopa von Portugal gegen Benfica Lissabon gewonnen. Er schoss das 1:0-Siegtor für seinen neuen Verein. Am 18. August, bei der ersten Etappe der Play-offs der Champions League, schoss er sein erstes Tor im Wettbewerb mit einem Sieg 2-1 über PFK ZSKA Moskau. Er traf auch beim Rückspiel, trotzdem schied sein Team aus dem Wettbewerb aus.
Er schloss die Saison mit 15 Toren in 32 Spielen ab. Sporting hat sich als Zweiter der Nationalen Meisterschaft, direkt für die Gruppenphase der UEFA Champions League qualifiziert.

### Rosario Central
Am 6. August 2016 wechselt er auf Leihbasis, für ein Jahr, zum Argentinischen Rosario Central. Dort feiert er sein Debüt am 27. August. Sein erstes Tor für diesen Verein schoss er am 20. November gegen Boca Juniors in La Bombonera zum Unentschieden. Während er jubelte wurde er nach einer Provokation der Fans von Boca Juniors mit Gesten im Bezug zu River Plate vom Platz gestellt.

### Junior
Am 21. Juni 2017 wurde bekanntgegeben, dass Teófilo Gutiérrez für € 2.000.000 von Sporting Lissabon zu Atlético Junior wechselt und somit zum dritten Mal in seiner Heimatstadt in Kolumbien engagiert wurde. Sein letzter Vertrag lief Mitte 2021 aus und dieser wurde nicht erneuert.

### Nationalmannschaft
Er hatte mittlerweile 49 Einsätze in der kolumbianischen Nationalmannschaft und schoss dabei 15 Tore. Teilgenommen hat er sowohl an der Fußballweltmeisterschaft 2014 in Brasilien (4 Spiele und ein Tor), als auch an zwei Copa América, jeweils 2011 in Argentinien und 2015 in Chile. Bei allen drei Turnieren ist Kolumbien bis ins Viertelfinale gekommen.

### Kolumbianische U-23-Fußballnationalmannschaft/Olympische Spiele
Teófilo Gutérrez war Teilnehmer der Olympischen Spiele 2016 in Rio und ist mit seiner Mannschaft im 4. Spiel (Viertelfinale) 0-2 gegen die Gastgeber Brasilien ausgeschieden. Insgesamt belegte Kolumbien den 7. Platz. Er nahm noch an zwei weiteren Spielen der U-23-Nationalmannschaft teil.

## Erfolge
Trabzonspor
- Türkischer Pokalsieger: 2010
- Türkischer-Supercup: 2010

Atlético Junior
- Kolumbianischer Pokalsieger: 2017
- Meister von Kolumbien: 2018-II
- Sieger der Superliga de Colombia: 2019

## Auszeichnungen
- Torschützenkönig der kolumbianischen 1. Liga (Categoría Primera A): 2009